# エイブ・リンカーン (映画)
『エイブ・リンカーン』（Abe Lincoln in Illinois）は、1940年のアメリカ合衆国の伝記映画。監督はジョン・クロムウェル。ケンタッキー州を出てからアメリカ合衆国大統領に選ばれるまでのエイブラハム・リンカーンを描いている。ロバート・E・シャーウッド脚本によるピューリッツァー賞戯曲部門受賞の舞台劇『Abe Lincoln in Illinois』を原作としており、シャーウッドとグローヴァー・ジョーンズによって映画の脚本が執筆された。日本では『エイブ・リンカン』のタイトル表記もある。
リンカーンを演じるのはレイモンド・マッセイであり、彼は舞台版でも演じた。メアリー・トッド・リンカーン役のルース・ゴードンは本作が映画デビューである。

## キャスト
- レイモンド・マッセイ - エイブラハム・リンカーン
- ジーン・ロックハート - スティーブン・ダグラス
- ルース・ゴードン - メアリー・トッド・リンカーン
- メアリー・ハワード - アン・ラトリッジ
- マイナー・ワトソン（英語版） - ジョシュア・フライ・スピード
- アラン・バクスター - ウィリアム・ハーンドン
- ハーヴェイ・スティーヴンス - ニニアン・エドワーズ（英語版）
- ハワード・ダ・シルヴァ（英語版） - ジャック・アームストロング
- ドロシー・ツリー（英語版） - エリザベス・エドワーズ
- オルドリッチ・バウカー - ボウリング・グリーン
- モーリス・マーフィー - ジョン・マクニール（英語版）
- ルイス・ジーン・ヘイト（英語版） - メンター・グラハム
- クレム・ビヴァンス（英語版） - ベン・マットリング
- ハーラン・ブリグス - デントン・オフュット
- ハーバート・ラドリー - セス・ゲイル
- アンディ・クライド（英語版） - ステージドライバー
- ロジャー・イムホフ（英語版） - クリムミン氏
- エドモンド・エルトン - ラトリッジ氏
- レオナ・ロバーツ（英語版） - ラトリッジ夫人
- フローレンス・ロバーツ - ボウリング・グリーン夫人
- ジョージ・ローゼナー（英語版） - チャンドラー
- トレヴァー・バーデット（英語版） - ジョン・ハンクス（英語版）
- シド・セイラー（英語版） - ジョン・ジョンストン
- エリザベス・リスドン（英語版） - サラ・リンカーン
- チャールズ・B・ミドルトン（英語版） - トム・リンカーン
- アレック・クレイグ - トラム・コグダール
- ジョン・クロムウェル - ジョン・ブラウン（クレジット無し）

## 評価
興行的には74万ドルの損失を出してRKO史上最大の失敗作の1つとなった。
第13回アカデミー賞では主演男優賞と撮影賞（白黒部門）にノミネートされた。